# Morro do Osso
Morro do Osso är en kulle i Brasilien.   Den ligger i kommunen Porto Alegre och delstaten Rio Grande do Sul, i den södra delen av landet, 1 600 km söder om huvudstaden Brasília. Toppen på Morro do Osso är 138 meter över havet, eller 122 meter över den omgivande terrängen. Bredden vid basen är 3,1 km.
Terrängen runt Morro do Osso är platt åt sydväst, men åt nordost är den kuperad. Havet är nära Morro do Osso åt sydväst.Runt Morro do Osso är det mycket tätbefolkat, med 2 811 invånare per kvadratkilometer.. Närmaste större samhälle är Porto Alegre, 9,9 km norr om Morro do Osso. 
I omgivningarna runt Morro do Osso växer huvudsakligen savannskog.